# All-Star Game LNB 2011
Le All-Star Game LNB 2011 est la 26e édition du All-Star Game LNB. Il se déroule le 29 décembre 2011 au palais omnisports de Paris-Bercy de Paris. L’équipe des All-Stars français a battu l’équipe des All-Stars étrangers (130-123). Amara Sy a terminé meilleur marqueur de la rencontre (23 points) et a été élu MVP. La rencontre est diffusée sur Sport+ et sur le site internet de Canal+.

## Joueurs

### All-Stars français
| Position | Joueur                 | Équipe               |
| -------- | ---------------------- | -------------------- |
| Meneur   | Andrew Albicy          | Gravelines-Dunkerque |
| Arrière  | Fabien Causeur         | Cholet               |
| Ailier   | Charles Lombahe-Kahudi | Le Mans              |
| Ailier   | Amara Sy               | Orléans              |
| Pivot    | Ludovic Vaty           | Gravelines-Dunkerque |

| Position    | Joueur            | Équipe                  |
| ----------- | ----------------- | ----------------------- |
| Meneur      | Paccelis Morlende | Hyères Toulon           |
| Arrière     | Yannick Bokolo    | Gravelines-Dunkerque    |
| Arrière     | Nicholas Pope     | Le Havre                |
| Ailier      | Evan Fournier     | Poitiers                |
| Pivot       | Adrien Moerman    | Nancy                   |
| Ailier fort | Kim Tillie        | ASVEL Lyon-Villeurbanne |
| Pivot       | Victor Samnick    | Nancy                   |

### All-Stars étrangers
| Position | Joueur           | Équipe           |
| -------- | ---------------- | ---------------- |
| Meneur   | Taylor Rochestie | Le Mans          |
| Arrière  | Eric Chatfield   | Paris-Levallois  |
| Ailier   | Blake Schilb     | Chalon sur Saône |
| Ailier   | Jawad Williams   | Paris-Levallois  |
| Pivot    | Akin Akingbala   | Nancy            |

| Position    | Joueur          | Équipe           |
| ----------- | --------------- | ---------------- |
| Meneur      | Andre Barrett   | Roanne           |
| Arrière     | John Linehan    | Nancy            |
| Arrière     | Teddy Gipson    | Pau-Lacq-Orthez  |
| Ailier      | John Holland    | Roanne           |
| Ailier      | Cedrick Banks   | Orléans          |
| Ailier fort | Lamont Hamilton | Paris-Levallois  |
| Pivot       | Alade Aminu     | Chalon sur Saône |

### Entraîneurs
Christian Monschau (Gravelines-Dunkerque), assisté de Sylvain Lautié (Boulazac), dirige l’équipe des All-Stars français. Jean-Luc Monschau (Nancy), assisté de Frédéric Sarre (Limoges), dirige l’équipe des All-Stars étrangers.

## Concours
Concours de tirs à 3 points :
- Edwin Jackson (ASVEL Lyon-Villeurbanne)
- Xavier Corosine (Nanterre) (vainqueur)
- Kenny Grant (Nancy)
- Kyle McAlarney (Limoges)

Concours de dunks :
- Jordan Aboudou (Chalon-sur-Saône)
- Kim Tillie (ASVEL Lyon-Villeurbanne)
- Max Kouguère (Le Mans)
- Souleymane Diabate (Roanne)
- Dar Tucker (Aix Maurienne) (vainqueur)

Concours des meneurs :
- Taylor Rochestie (Le Mans)
- Steed Tchicamboud (Chalon-sur-Saône)
- Léo Westermann (ASVEL Lyon-Villeurbanne) (vainqueur)
- Pape-Philippe Amagou (Nancy)